# Arnaque à l'abattage du cochon
Une arnaque à l’abattage du cochon (anglais : pig butchering scam, chinois : 杀猪盘, shā zhū pān) est une forme d’escroquerie et de fraude basée sur des investissements fictifs, dans laquelle la victime est progressivement amenée à investir des sommes croissantes, généralement sous forme de cryptomonnaies, qui lui sont finalement dérobées. Ces escroqueries sont courantes sur les applications de réseaux sociaux et de rencontres. En octobre 2023, 12 % des Américains utilisant des applications de rencontres ont déclaré avoir été exposés à ce type d’arnaque, contre 5 % en 2018.
L'escroc gagne la confiance de sa victime par des échanges réguliers en ligne avant de l’inciter à investir dans un faux projet. L’« abattage » ou le « massacre » de la victime se produit lorsque ses actifs ou ses fonds lui sont volés.
Ces escroqueries sont souvent commises par des victimes de trafic d'êtres humains, forcées de travailler dans des usines à fraude.

## Origine et extension
Cette fraude voit le jour en Chine en 2016 (ou peut-être un peu plus tôt), avant de se propager en Asie du Sud-Est pendant la pandémie de Covid-19. Les auteurs de ces arnaques sont souvent eux-mêmes victimes de traites des êtres humains, contraints de commettre ces délits dans des centres d'arnaque, après avoir été recrutés sous de fausses promesses d’emploi, puis exploités par des réseaux criminels organisés.

## Désignation
Le nom de cette escroquerie n'a pas de traduction officielle. Le mot chinois Sha Zhu Pan est usuellement traduit (en) Pig butchering, y compris dans son usage en français.
Les traductions françaises ne sont pas figées.
- dépeçage de porc[6]
- dépeçage de cochon[7]
- abattage de porc[8]
- « plat où l'on tue le cochon »[9]

En 2024, Interpol déclare que traiter les victimes de porcs est déshumanisant et recommande (en) Romance baiting.

## Historique

### Débuts

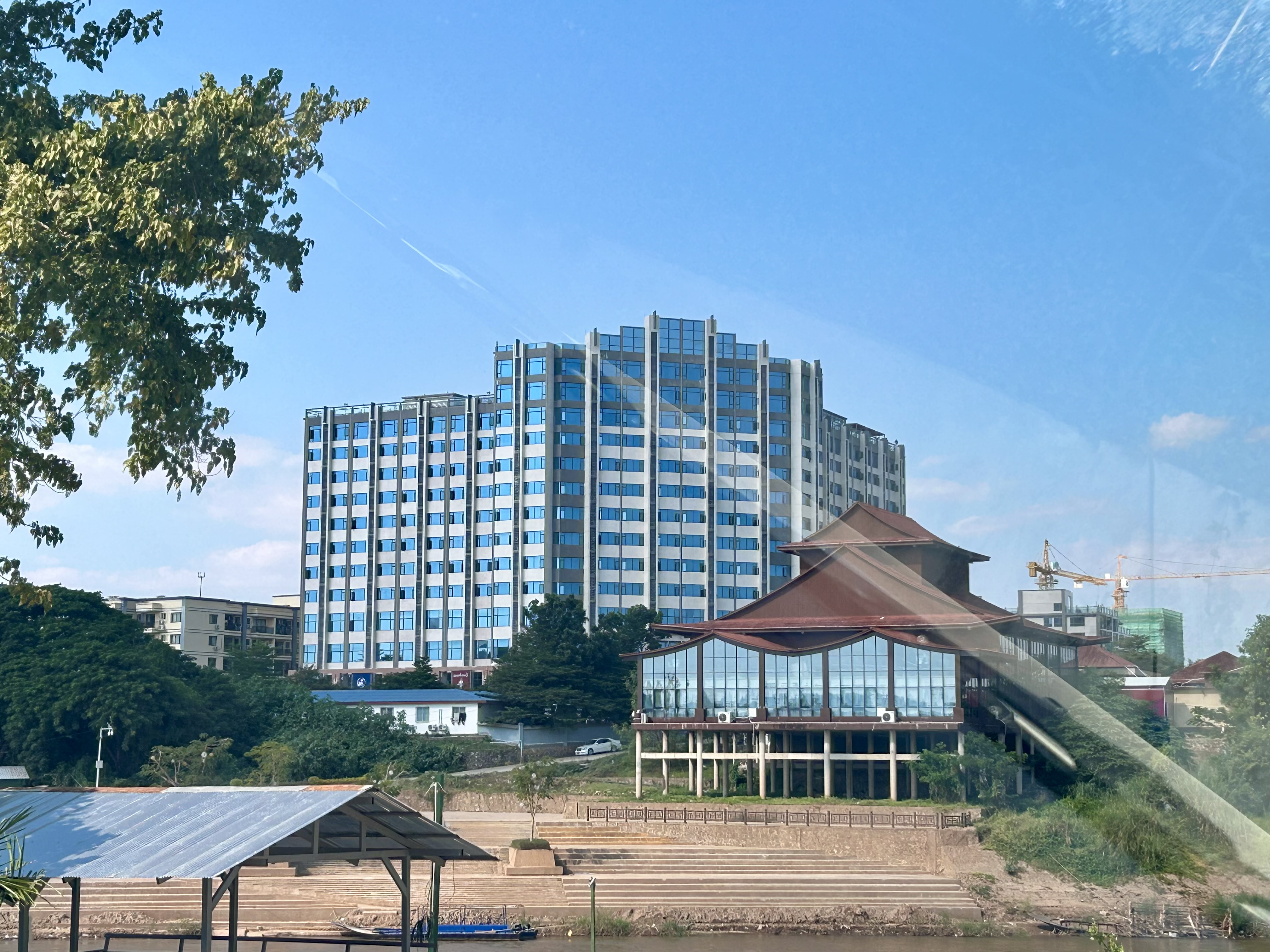
Centre d'arnaque à Shwe Kokko, au Myanmar, où des auteurs d'arnaques sont détenus de force.

Les premières arnaques ciblent des utilisateurs de sites de rencontres homosexuels en Chine, avant de s'étendre aux sites hétérosexuels. Le terme « abattage du cochon » fait référence à la métaphore de l'engraissement du cochon avant son abattage, symbolisant le processus de gain de confiance de la victime.
Avec la pandémie de Covid-19, cette pratique s’étend à des régions comme Sihanoukville, au Cambodge, où des casinos désaffectés sont convertis en centres d’arnaques. De nombreuses opérations ont également lieu dans des zones hors du contrôle gouvernemental au Myanmar, comme à Myawaddy, près de la frontière avec la Thaïlande. Selon l'ONU, des centaines de milliers de personnes seraient piégées dans des centres d’arnaque au Cambodge, au Myanmar, au Laos, aux Philippines et en Thaïlande.

### Cas notables
Un des exemples les plus médiatisés est la faillite en 2023 de la Heartland Tri-State Bank, située à Elkhart, dans l'État du Kansas. Le PDG Shan Hanes détourne 47 millions de dollars dans le cadre d'une tentative d'investissement dans une arnaque à l'abattage du cochon. Il est condamné à 24 ans de prison en août 2024.

## Modus operandi
Les étapes typiques d'une arnaque à l'abattage du cochon incluent :
1. Gagner la confiance : des conversations amicales ou séduisantes, souvent via des profils attirants ou en simulant une rencontre « par hasard ».
2. Proposer un investissement : une fois la confiance installée, l'escroc introduit une opportunité financière frauduleuse.
3. Collecter des fonds : les victimes investissent via des plateformes numériques ou des cryptomonnaies.
4. Disparaître : l’escroc coupe tout contact et disparaît, laissant les victimes sans recours.

## Conséquences
Ce type de fraude cause des pertes financières massives, mais aussi des impacts psychologiques graves pour les victimes, combinant humiliation et isolement.
Les victimes de ces escroqueries subissent souvent des pertes financières catastrophiques, mais aussi une détresse émotionnelle importante. L'arnaque mêle des éléments d'escroquerie sentimentale et de fraude financière, exploitant les aspirations financières et les besoins émotionnels des individus. Cette double manipulation entraîne un sentiment de trahison et de honte, dissuadant les victimes de signaler l'arnaque ou d'en parler à leur entourage.

## Mesures de lutte
Face à l'augmentation de ce type d'arnaques, plusieurs agences gouvernementales et organisations émettent des avertissements et mettent en place des mesures pour les contrer. Aux États-Unis, par exemple, l'Internal Revenue Service (IRS) indique une hausse des signalements liés aux arnaques à l'abattage du cochon, certaines victimes ayant perdu jusqu'à 2 millions de dollars.
Un aspect crucial de la lutte contre ces arnaques réside dans la traçabilité des fonds volés en cryptomonnaie. Celles-ci, par leur nature décentralisée et presque anonyme, compliquent ce processus. Cependant, des outils d'analyse de blockchain permettent d'identifier les flux financiers frauduleux et de retracer les transactions vers des portefeuilles spécifiques. En avril 2024, le département de la Justice des États-Unis a saisi 112 millions de dollars en cryptomonnaies associés à ce type d'arnaque.
D'autres efforts incluent la sensibilisation du public et l'amélioration des capacités de traçage des fraudes numériques. Des campagnes de prévention mettent en garde contre les signaux d'alerte des escroqueries, tels que :
- des promesses de rendements financiers irréalistes ;
- une pression pour effectuer rapidement des investissements ;
- l'utilisation de plateformes inconnues ou non régulées.

## Représentation dans la culture populaire
Le film chinois de 2023 No More Bets (en) retrace des témoignages réels de victimes des arnaques à l’abattage du cochon. Ce drame criminel rencontre un grand succès en Chine et attire l'attention sur les conditions des petits arnaqueurs eux-mêmes exploités par des réseaux criminels. Le film illustre notamment les méthodes coercitives utilisées pour forcer des individus à commettre ces fraudes.

### Articles
- (en) Jon Griffin et Kevin Mei, « How Do Crypto Flows Finance Slavery? The Economics of Pig Butchering », sur SSRN, Université du Texas, 29 février 2024 (consulté le 1er mars 2024)
- (en) Pig-Butchering Scams Net More Than $75 Billion, Study Finds—un résumé de l'article de Yahoo! Finance (article original payant à Bloomberg News)
- (en) «The New Network Fraud of Pig Butchering from the Perspective of Criminal Law», Xun Tan, Lecture Notes in Education Psychology and Public Media. 17 (1): 57–62. doi:10.54254/2753-7048/17/20231215.

### Vidéos
- (en) « Pig Butchering Scams: Last Week Tonight with John Oliver », sur Last Week Tonight with John Oliver, 29 février 2024
- (en) « 'Pig Butchering': The Scam Where The Criminals Are Victims Too | The Pig Butchering Romance Scam », sur BBC Three, London, BBC, 9 avril 2023
- (en) « A Nurse and her Lover: The Anatomy of a Scam | CloseUp », sur YouTube, The Straits Times, Singapore, 15 mai 2022
- (en) « I Fell For An Investment Scam: Here's How They Got Me », sur CNA Insider, Singapore, Mediacorp, 25 octobre 2022